# Lega Nazionale Dilettanti
A Lega Nazionale Dilettanti – LND (em português: Liga Nacional Amadora) é uma entidade ligada a Federação Italiana de Futebol (FIGC, da sigla em italiano), que dirige e, através de seus comitês internos, organiza o futebol amador na Itália. Foi fundada em 1959 em Roma (sua sede desde então).

## História
A Lega Nazionale Dilettanti nasceu em 2 de agosto de 1959, após a reforma implantada na FIGC pelo comissário extraordinário da entidade, Bruno Zauli: a Lega Nazionale Dilettanti foi então incumbida de coordenar os campeonatos locais da Prima, Seconda e Terza Categoria, como de costume, através dos Comitês Regionais (Comitati Regionali, em italiano) que antes dependiam diretamente da FIGC. O primeiro presidente da L.N.D. foi o engenheiro Ottorino Barassi, ex-presidente da FIGC: o primeiro conselho da L.N.D. contava com a presença de Carlo Arcudi, Renzo Lodi, Alfredo Conticini e Raffaele Ligore e do secretário Paolo Minà.
Em 1967 foi criado pela LND, o campeonato Promozione (até então havia apenas a Prima, Seconda e Terza Categoria) e tivemos a primeira edição da Coppa Italia Dilettanti. Em 1971, a atividade da entidade continuava crescendo em ritmo acelerado e de 2 000 equipes filiadas em 1960 passava-se para mais de 6 000. Após a saída de Barassi em 1971, Artemio Franchi foi eleito presidente da L.N.D., cargo que ocupou até 1978, quando tornou-se presidente de FIGC. Franchi foi substituído na L.N.D. por Antonio Ricchieri, que esteve na presidência por nove anos, durante os quais tivemos um aumento significativo de clubes e atletas inscritos: de 6 000 equipes filiadas (1971) para mais de 9 000 (1978) e 100 000 para 600.000 atletas amadores (1978).
Em 1981, a Lega Nazionale Semiprofessionisti, que geria os campeonatos da Serie C1, Serie C2 e Serie D, foi suprimida e substituída pela Lega Nazionale Serie C, que era profissional e passou a administrar os campeonatos da Serie C1 e C2. Como consequência dessa reforma, foi abolida a semiprofissional Serie D e substituída pelo Campionato Interregionale, agora totalmente amador e confiado a Lega Nazionale Dilettanti. A L.N.D. geria não mais campeonato regional, mas um inter-regional, cujos vencedores eram promovidos para os campeonatos profissionais, enquanto isso, as equipes afiliadas a L.N.D. passaram de 10 000 e os jogadores amadores (incluindo atividades recreativas), 1 800 000.
Nos anos seguintes, a Lega Nazionale Dilettanti começou a administrar o campeonato nacional de futebol de salão (Calcio a 5, em italiano), bem como o campeonato italiano de futebol feminino. Em 1987, ele foi eleito presidente da Lega Nazionale Dilettanti, Elio Giulivi, que ocupou o cargo até 1998. Em 1990, a L.N.D. decidiu instituir um Campeonato "Amador" para conhecer pessoas que, devido ao trabalho ou à idade, não podiam realizar atividades competitivas, mas que ainda aspiravam praticar esportes.
Em 1998, por conta de uma disputa jurídica envolvendo o resultado de uma licitação, o presidente da L.N.D. Giulivi foi afastado por um ano e a entidade passou a ser comissariada. Giulivi foi substituído por Carlo Tavecchio em 29 de maio de 1999, que já havia sido presidente do Comitê Regional da Lombardia. No final de julho de 2014, após mais de 15 anos, Carlo Tavecchio deixou a presidência da L.N.D. para concorrer à mais alta posição da FIGC, conquistada em 11 de agosto do mesmo ano. Um evento sem precedentes na história do futebol italiano. O topo da L.N.D. ficou com o vice-presidente adjunto Alberto Mambelli até a realização da Assembleia Extraordinária Eletiva de 10 de novembro que elegeu Felice Belloli como o novo presidente da entidade.
Em 21 de maio de 2015, o presidente da Liga italiana de futebol amador, Felice Belloli, foi destituído por unanimidade, depois de declarações homofóbicas em relação ao futebol feminino. Belloli perdeu o cargo após reunião do conselho de futebol amador, explicou a Federação Italiana de Futebol (FIGC). O dirigente foi acusado de ter dito em 5 de março, durante uma reunião do conselho que supervisiona o futebol feminino, que "chega, não podemos sempre falar em ceder diante de quatro lésbicas". Belloli nega ter pronunciado esta declaração e não quis entregar o cargo.
A partir de 22 de maio de 2015, Antonio Cosentino assume a regência da L.N.D. e em 24 de outubro a Assembleia Geral Extraordinária em Fiumicino elege Cosentino como seu novo presidente, para vice-presidente Alberto Mambelli e para as vice-presidências da Área Norte, Centro e Sul: Claudio Bocchietti, Alberto Mambelli e Sandro Morgana, respectivamente.
Em 28 de janeiro de 2017, a assembleia eletiva da L.N.D. elege por unanimidade Cosimo Sibilia como o número um da entidade, sendo agora o nono presidente da história da L.N.D.. E em 27 de março, ele acaba sendo eleito por unanimidade pelo Conselho Federal (Consiglio Federale, em italiano) reunido em Coverciano, vice-presidente da FIGC.
Em setembro de 2018, após uma longa batalha judicial, o Comitê Olímpico Nacional Italiano – CONI decidiu que as duas principais divisões do futebol feminino no país serão administradas pela Federação Italiana de Futebol – FIGC a partir da temporada 2018–19. Até então, o futebol feminino italiano era regido pela Liga Nacional de Amadores – LND, mas uma greve geral das jogadoras e dos clubes contra a gestão das competições fez com que a FIGC entrasse judicialmente para conseguir assumir o controle das séries A e B. O presidente da LND, Cosimo Sibilia, por sua vez, afirmou que "continuará a luta pelos nossos direitos" e que, "se necessário", recorrerá "até o último grau da Justiça Administrativa" da Itália. O futebol feminino da Itália vive uma fase de ascensão, tanto que a Azzurra disputará pela primeira vez em 20 anos o Mundial da categoria, em 2019.

## Competições
A Lega Nazionale Dilettanti (LND) é o componente mais numeroso da organização do futebol dentro da Federazione Italiana Giuoco Calcio (FIGC). Administra inúmeras competições: os campeonatos e copas amadoras para as equipes masculinas inscritas do quarto até o último nível do futebol italiano (Serie D, Eccellenza, Promozione, Prima Categoria, Seconda Categoria e Terza Categoria), além da divisão de futebol feminino (Serie C, apenas), do futebol de areia e futebol de salão, utilizando exclusivamente jogadores não profissionais. A Lega Nazionale Dilettanti, através da divisão de futebol de salão, seus departamentos, seus comitês regionais, suas delegações provinciais e distritais, assim como, as atividades do setor juvenil e escolar e dá forma à base da pirâmide do futebol italiano, contando com mais de 12 mil equipes e mais de 1 milhão e 100 mil jogadores.

## Organograma

### Órgãos
Os órgãos da L.N.D. são:
- a) a assembleia;
- b) o presidente, o vice-presidente adjunto e os vice-presidentes;
- c) o conselho presidencial;
- d) o conselho de administração;
- e) o conselho fiscal.[8][9]

## Estrutura

### Comitati Regionali
Os Comités Regionais (CR) enquadram os clubes e associações esportivas que participam nos Campeonatos Regionais e Provinciais, nas respectivas áreas territoriais. As Delegações Provinciais e Distritais constituem, nos territórios de competência, a articulação periférica dos Comitês Regionais, implementando suas disposições. As Delegações Zonais também podem ser estabelecidas, de acordo com as regras da Lega Nazionale Dilettanti. Além dos CR, temos as Comissões Provinciais Autônomas (CPA) de Trento e Bolzano que são equivalentes aos Comitês Regionais. Entre as competições organizadas podemos citar: Eccellenza, Promozione, Prima Categoria, Seconda Categoria, Terza Categoria, Coppa Italia Dilettanti, além de campeonatos juvenis regionais e provinciais.

#### Comitati Regionali da LND
- CPA (2): Bolzano e Trento;
- CR (18): Abruzzo, Basilicata, Calabria, Campania, Emilia Romagna, Friuli, Lazio, Liguria, Lombardia, Marche, Molise, Piemonte, Puglia, Sardegna, Sicilia, Toscana, Umbria e Veneto.[10]

### Dipartimento Interregionale
A L.N.D., através do Dipartimento Interregionale, organiza as seguintes competições:
- Campionato Nazionale Serie D;
- Campionato Nazionale Juniores;
- Coppa Italia Serie D.[8][9]

### Dipartimento Calcio Femminile
O Departamento de Futebol Feminino, com sede em Roma, é responsável pela organização das seguintes competições nacionais femininas:
- Campionati Nazionali Femminile Serie C;
- Coppa Italia Femminile.[8][9]

### Divisione Calcio a Cinque
A divisão de futebol de salão da L.N.D., com sede em Roma, organiza diretamente as competições nacionais da modalidade, como os campeonatos nacionais das principais divisões (Serie A, Serie A2 e Serie B), enquanto que para a Serie C e D, os campeonatos são administrados pelos Comitês Regionais competentes.

### Dipartimento Beach Soccer
O departamento de futebol de areia da Lega Nazionale Dilettanti é responsável pela organização nacional dos eventos oficiais de futebol de areia: o Campeonato Italiano de Futebol de Areia, a Copa da Itália de Futebol de Areia, a Supercopa Italiana de Futebol de Areia. Também administra as atividades da Seleção Italiana de Futebol de Areia.

## Presidentes
- Ottorino Barassi (1959–1971)
- Antonio Ricchieri (1971-1976)
- Artemio Franchi (1976–1978)
- Antonio Ricchieri (1978–1987)
- Elio Giulivi (1987–1999)
- Carlo Tavecchio (1999–2014)
- Felice Belloli (2014–2015)
- Antonio Cosentino (2015–2017)
- Cosimo Sibilia (2017–presente)

Fonte: LND.